# Wahl zum SPD-Vorsitz 2019

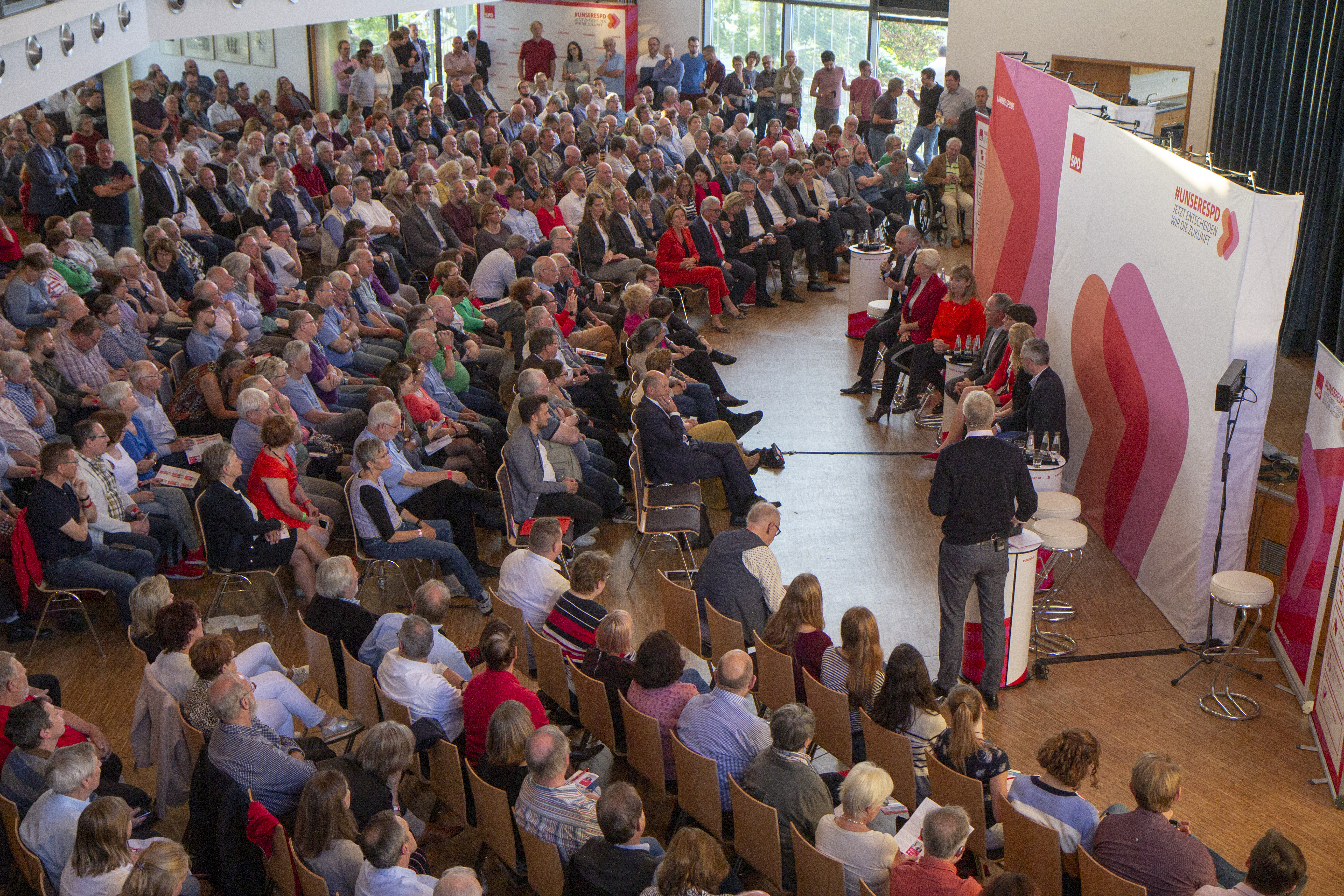
Regionalkonferenz am 10. September 2019 in Nieder-Olm

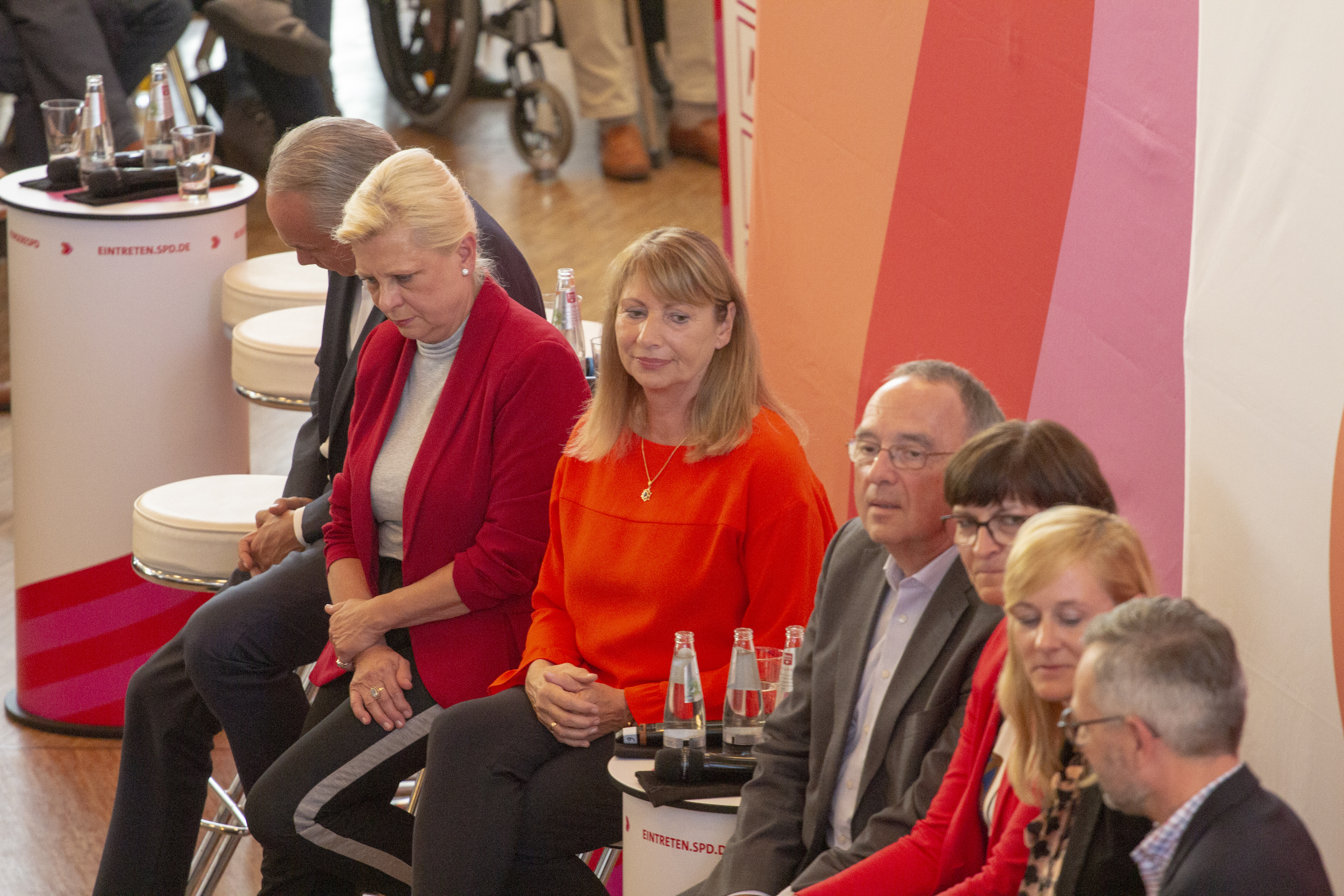
Bewerber bei einer Regionalkonferenz

Die Wahl zum SPD-Parteivorsitz 2019 erfolgte Mittels Mitgliederbefragung vom 14. Oktober – 29. November und war das erste solche Votum seit 1993 in der SPD. Dabei wurde mit Saskia Esken/Norbert Walter-Borjans, die sich in der Stichwahl gegen Klara Geywitz/Olaf Scholz durchsetzten, erstmals eine Doppelspitze in der Bundes-SPD gewählt. Die formale Bestätigung durch den SPD-Bundesparteitag erfolgte am 6. Dezember 2019. Die Wahl war nach dem Rücktritt von Andrea Nahles als Bundesvorsitzende eingeleitet worden und beendete eine Phase der innerparteilichen Instabilität nach der verlorenen Bundestagswahl 2017.

## Hintergrund
Von 2017 bis 2019 gab es mehrere Führungswechsel bei der SPD. So schlug der damalige SPD-Vorsitzende Sigmar Gabriel nach acht Jahren im Amt im Januar 2017 Martin Schulz als Kanzlerkandidaten und gleichzeitig als neuen Parteivorsitzenden vor. Nach der Bundestagswahl im September 2017, bei der die SPD ihren niedrigsten Wert bei Bundestagswahlen erreicht hatte (20,5 %), schloss Schulz eine Beteiligung an einer erneuten Großen Koalition aus, und kündigte an, dass die SPD in die Opposition gehen werde. Die nach der Wahl misslungenen Gespräche über die Bildung einer Jamaika-Koalition führten dazu, dass Bundespräsident Frank-Walter Steinmeier die SPD zu Gesprächsbereitschaft aufforderte. Daraus resultierte ein erneuter Kurswechsel der Partei, wobei zunächst auf Parteitagen Sondierungsgesprächen und Koalitionsgesprächen zugestimmt, und per Mitgliedervotum der neuerliche Eintritt in die Große Koalition beschlossen wurde. Nach Abschluss der Koalitionsverhandlungen erklärte Martin Schulz, den Parteivorsitz an Andrea Nahles abgeben zu wollen. Am 13. Februar 2018 erklärte er seinen Rücktritt vom Amt des Parteivorsitzenden, woraufhin Olaf Scholz die Partei kommissarisch bis zur Wahl von Nahles am 23. April 2018 führte.
Nach starkem innerparteilichen Druck wegen des historisch schlechten Ergebnisses der SPD bei der Europawahl 2019 gab Nahles am 2. Juni 2019 bekannt, dass sie den Parteivorsitz aufgeben wolle, und vollzog ihren Rücktritt tags darauf. Danach wurde die SPD kommissarisch von den drei stellvertretenden Bundesvorsitzenden Malu Dreyer, Manuela Schwesig und Thorsten Schäfer-Gümbel geführt. Schwesig legte dieses Amt am 10. September 2019 aufgrund einer Krebserkrankung nieder; Schäfer-Gümbel wurde am 1. Oktober 2019 Arbeitsdirektor bei der GIZ und legte daher ebenfalls den kommissarischen Parteivorsitz nieder.
Wegen des zwiespältigen innerparteilichen Umgangs mit Nahles und dem zuletzt häufigen Wechsel im Parteivorsitz wurden Stimmen nach einer Mitgliederbeteiligung zur Klärung der Nachfolgefrage laut. Ebenso wurde vorgeschlagen, dass die Partei von einer Doppelspitze geführt werden solle. Am 24. Juni 2019 beschloss der SPD-Parteivorstand das Prozedere zur Besetzung des künftigen Parteivorsitzes. Per Beschluss vom 2. Juli 2019 wurde das Verfahren weiter konkretisiert.

## Verfahren

### Allgemein
Der SPD-Parteivorstand warb in seinem Beschluss dezidiert für die Einführung einer Doppelspitze (Team), bestehend aus zwei gleichberechtigten Kandidaten, darunter mindestens eine Frau, obwohl das laut Organisationsstatut der SPD bisher nicht vorgesehen war. Gleichzeitig waren auch Einzelbewerbungen möglich, die dann in Konkurrenz zu den Teams antreten. Eine Kandidatur konnte nur dann erfolgen, wenn sie die Unterstützung von mindestens fünf Unterbezirken, einem Bezirk bzw. einem Landesverband der Partei findet. Die Bewerbungsfrist lief vom 1. Juli bis zum 1. September 2019.
Die sich daraus ergebenden Kandidaten erhielten auf 23 Regionalkonferenzen die Möglichkeit, sich parteiintern vorzustellen. Daraufhin erfolgte eine Mitgliederbefragung gemäß § 14 Abs. 11 SPD-Organisationsstatut. Der erste Abstimmungszeitraum war vom 14. Oktober bis zum 25. Oktober 2019. Die Abstimmung fand online und per Briefwahl durch alle SPD-Mitglieder, die bis zum 16. September 2019 Mitglied geworden waren, statt. Das Abstimmungsergebnis wurde am 26. Oktober 2019 verkündet. Da kein Wahlvorschlag eine absolute Mehrheit erreichte, folgte eine zweite Mitgliederbefragung, in der es zu einer Stichwahl zwischen den beiden bestplatzierten Wahlvorschlägen der ersten Mitgliederbefragung Klara Geywitz/Olaf Scholz und Saskia Esken/Norbert Walter-Borjans kam. Hätte der zweitplatzierte Wahlvorschlag nicht mehr für die zweite Abstimmung antreten wollen, wäre Platz 1 der Wahlvorschlag der SPD-Mitglieder gewesen.
Die formelle Entscheidung für eine Doppelspitze, für die eine Satzungsänderung notwendig war, sowie die Wahl für den Parteivorsitz fand am 6. Dezember auf dem SPD-Parteitag in Berlin statt. Dabei folgten die Delegierten dem Wahlvorschlag der Mitglieder. Dies hätte nicht zwangsläufig der Fall sein müssen, weil die Delegierten in ihrer Entscheidung grundsätzlich frei sind. Das verabredete Verfahren kam nur mit mindestens zwei Wahlvorschlägen in Gang. Außerdem war eine Mitgliederbeteiligung von mindestens 20 % erforderlich.

### Zeitablauf
- 24. Juni 2019: Beschluss des Prozederes zur Besetzung des Parteivorsitzes durch den Parteivorstand
- 1. Juli 2019 – 1. September 2019: Bewerbungsphase
- 16. September 2019: Stichtag bis zu dem SPD-Mitgliedschaft erlangt werden muss, um an Mitgliederbefragung(en) teilnehmen zu können
- 4. September 2019 – 12. Oktober 2019: Vorstellung der Kandidaten auf 23 Regionalkonferenzen[14]
- 14. – 25. Oktober 2019: Erste Mitgliederbefragung
- 26. Oktober 2019: Veröffentlichung des Ergebnisses der ersten Mitgliederbefragung
- 19. – 29. November 2019: Zweite Mitgliederbefragung mit Stichwahl zwischen Erstem und Zweitem aus der ersten Mitgliederbefragung
- 30. November 2019: Veröffentlichung des Ergebnisses der zweiten Mitgliederbefragung[12]
- 6. Dezember 2019: Bundesparteitag in Berlin mit formeller Wahl des Parteivorsitzes und formelle Implementierung einer Doppelspitze[11]

## Kandidaturen
Die final zur Mitgliederbefragung antretenden Kandidaturen wurden vom eigens eingesetzten SPD-Wahlvorstand Anfang September benannt. Um zur Wahl zugelassen zu werden, mussten die Kandidaten die Unterstützung durch einen Landesverband, einen Bezirk oder fünf Unterbezirke der Partei vorweisen.

### Nominierte
| Foto | Namen, Mandate und Ämter | Verkündung      | Nominierende Parteigliederungen | Slogan                                              |
| ---- | --- | --------------- | --- | --------------------------------------------------- |
|      | Christina Kampmann - Ministerin für Familie, Kinder, Jugend, Kultur und Sport des Landes Nordrhein-Westfalen (2015–2017) - Mitglied des Landtags Nordrhein-Westfalen (seit 2017) - Mitglied des Deutschen Bundestages (2013–2015) Michael Roth - Staatsminister für Europa im Auswärtigen Amt (2013–2021) - Mitglied des Deutschen Bundestages (seit 1998) - Mitglied des SPD-Parteivorstandes (2017–2023)                                      | 3. Juli 2019    | Bezirk: Hessen-Nord Unterbezirke: Hersfeld-Rotenburg und Werra-Meißner | Mit Herz und Haltung. Gemeinsam den Aufbruch wagen. |
|      | Nina Scheer - Umwelt- und Energiepolitikerin - Mitglied des Deutschen Bundestages (seit 2013) - Mitglied der Grundwertekommission der SPD - Vorstand der Hermann-Scheer-Stiftung Karl Lauterbach - Gesundheitspolitiker - Stellvertretender Vorsitzender der SPD-Bundestagsfraktion (2013–2019) - Mitglied des Deutschen Bundestages (seit 2005)                                                                                                | 12. Juli 2019   | Unterbezirke: Leverkusen, Herzogtum Lauenburg, Essen, Segeberg, Stormarn, Lübeck und Düren/Jülich | Sozial.Ökologisch.Klar.                             |
|      | Gesine Schwan - Vorsitzende der Grundwertekommission der SPD - SPD-Kandidatin zur Wahl des Bundespräsidenten (2004 und 2009) Ralf Stegner - Stellvertretender Bundesvorsitzender der SPD (2014–2019) - Vorsitzender der SPD-Fraktion im Schleswig-Holsteinischen Landtag (seit 2008) - Finanzminister (2003–2005) und Innenminister (2005–2008) des Landes Schleswig-Holstein                                                                   | 16. August 2019 | Unterbezirke: Bremen-Nord, Rosenheim-Land, Rosenheim-Stadt, Frankfurt (Oder), Berchtesgadener Land, Pinneberg, Steinburg und Rendsburg-Eckernförde | Leidenschaftlich – echt sozialdemokratisch.         |
|      | Petra Köpping - Sächsische Staatsministerin für Gleichstellung und Integration (seit 2014) - Mitglied des Sächsischen Landtags (seit 2009) - Stellvertretende Landesvorsitzende der SPD Sachsen (2006–2016) Boris Pistorius - Oberbürgermeister von Osnabrück (2006–2013) - Niedersächsischer Minister für Inneres und Sport (seit 2013) - Mitglied des Niedersächsischen Landtages (seit 2017) - Mitglied des SPD-Parteivorstandes (seit 2017) | 18. August 2019 | Landesverbände: Sachsen, Niedersachsen, Thüringen Bezirke: Weser-Ems, Nord-Niedersachsen, Braunschweig Unterbezirke: Erzgebirge, Leer, Kreis Leipzig, Mittelsachsen, Nordsachsen, Osnabrück-Land, Sächsische Schweiz-Osterzgebirge, Stadt Leipzig, Braunschweig, Chemnitz, Goslar, Helmstedt, Hildesheim, Holzminden, Osnabrück-Stadt, Region Hannover, Salzgitter, Wolfsburg | #TeamSPD                                            |
|      | Klara Geywitz - Mitglied des Landtags von Brandenburg (2004–2019) - Generalsekretärin der SPD Brandenburg (2013–2017) - Mitglied des SPD-Parteivorstandes (seit 2017) Olaf Scholz - Vizekanzler und Bundesfinanzminister (seit 2018) - Erster Bürgermeister von Hamburg (2011–2018) - Bundesminister für Arbeit und Soziales (2007–2009) - Stellvertretender Bundesvorsitzender der SPD (2009–2019)                                             | 20. August 2019 | Landesverband: Hamburg Unterbezirke: Potsdam, Spree-Neiße, Cottbus und Ostholstein | Für eine SPD, die wieder stolz auf sich sein kann.  |
|      | Saskia Esken - Mitglied des Deutschen Bundestages (seit 2013) Norbert Walter-Borjans - Finanzminister des Landes Nordrhein-Westfalen (2010–2017) | 28. August 2019 | Landesverband: Nordrhein-Westfalen Unterbezirke: Aachen, Rheinisch-Bergischer-Kreis und Calw | Standhaft Sozial Demokratisch                       |

### Zurückgezogene Kandidaturen
| Kandidatur | Kandidatur         | Verkündung der Kandidatur | Verkündung des Rückzugs | Begründung des Rückzugs                                              |
| ---------- | ------------------ | ------------------------- | ----------------------- | -------------------------------------------------------------------- |
| T          | Simone Lange       | 2. August 2019            | 4. September 2019       | Unterstützung des Bewerberduos Walter-Borjans/Esken                  |
| T          | Alexander Ahrens   | 2. August 2019            | 4. September 2019       | Unterstützung des Bewerberduos Walter-Borjans/Esken                  |
| E          | Karl-Heinz Brunner | 20. August 2019           | 16. September 2019      | „Zuspitzung im Kandidierendenfeld“                                   |
| T          | Hilde Mattheis     | 18. August 2019           | 12. Oktober 2019        | „um die Erfolgsaussichten einer linken Spitzenkandidatur zu erhöhen“ |
| T          | Dierk Hirschel     | 18. August 2019           | 12. Oktober 2019        | „um die Erfolgsaussichten einer linken Spitzenkandidatur zu erhöhen“ |

Legende: T: Teamkandidatur eines Duos, E: Einzelkandidatur.

### Angekündigte Kandidaturen ohne Nominierung
| Kandidatur       | Verkündung      | Slogan                                           |
| ---------------- | --------------- | ------------------------------------------------ |
| Björn Kamlah     | 13. Juli 2019   | nicht bekannt                                    |
| Hans Wallow      | 15. Juli 2019   | nicht bekannt                                    |
| Robert Maier     | 5. August 2019  | Starker Staat. Starke Umwelt. Starke Wirtschaft. |
| Marcus del Monte | 17. August 2019 | nicht bekannt                                    |
| Stephan Frey     | 28. August 2019 | nicht bekannt                                    |
| Jan Böhmermann 1 | 29. August 2019 | #Neustart19                                      |

### Nicht angetretene Führungspersönlichkeiten
Einige Führungspersönlichkeiten aus Partei, Regierung und den Ländern wurden als mögliche Kandidaturen für den Parteivorsitz gehandelt, schlossen aber (teilweise frühzeitig) eine Kandidatur ihrerseits aus:
- Malu Dreyer, Ministerpräsidentin Rheinland-Pfalz, kommissarische Parteivorsitzende nach Nahles Rücktritt (Juni – Dezember 2019)
- Franziska Giffey, Regierende Bürgermeisterin von Berlin[51]
- Hubertus Heil, Bundesminister für Arbeit und Soziales[52]
- Lars Klingbeil, Generalsekretär[53], wurde 2021 Parteivorsitzender als Nachfolger von Norbert Walter-Borjans[54] an der Seite von Saskia Esken
- Kevin Kühnert, Bundesvorsitzender Jusos in der SPD[55][56]
- Anke Rehlinger, Ministerpräsidentin Saarland[57]
- Manuela Schwesig, Ministerpräsidentin Mecklenburg-Vorpommern,  kommissarische Parteivorsitzende nach Nahles Rücktritt (Juni – September 2019)
- Stephan Weil, Ministerpräsident Niedersachsen[58][59]

## Regionalkonferenzen
Zur Vorstellung der Kandidatinnen und Kandidaten gegenüber der SPD-Basis waren 23 Regionalkonferenzen in allen Bundesländern angesetzt. Die erste Regionalkonferenz fand am 4. September 2019 in Saarbrücken statt, die letzte wurde am 12. Oktober 2019 in München abgehalten.
| Nr.   | Termin             | Ort                | Teilnehmer |
| ----- | ------------------ | ------------------ | ---------- |
| 1     | 4. September 2019  | Saarbrücken        | 00500      |
| 2     | 6. September 2019  | Hannover           | 00900      |
| 3     | 7. September 2019  | Bernburg (Saale)   | 00150      |
| 4     | 8. September 2019  | Bremen             | 00600      |
| 5     | 9. September 2019  | Friedberg (Hessen) | 00800      |
| 6     | 10. September 2019 | Nieder-Olm         | 00700      |
| 7     | 11. September 2019 | Erfurt             | 00400      |
| 8     | 12. September 2019 | Nürnberg           | 00700      |
| 9     | 14. September 2019 | Filderstadt        | 01.000     |
| 10    | 15. September 2019 | Oldenburg (Oldb)   | 00700      |
| 11    | 16. September 2019 | Baunatal           | 00850      |
| 12    | 17. September 2019 | Berlin             | 01.000     |
| 13    | 18. September 2019 | Hamburg            | 00800      |
| 14    | 20. September 2019 | Neubrandenburg     | 00200      |
| 15    | 21. September 2019 | Neumünster         | 00600      |
| 16    | 23. September 2019 | Ettlingen          | 00900      |
| 17    | 27. September 2019 | Braunschweig       | 00800      |
| 18    | 28. September 2019 | Kamen              | 01.000     |
| 19    | 29. September 2019 | Troisdorf          | 00950      |
| 20    | 1. Oktober 2019    | Potsdam            | 00500      |
| 21    | 6. Oktober 2019    | Duisburg           | 01.500     |
| 22    | 10. Oktober 2019   | Dresden            | 00400      |
| 23    | 12. Oktober 2019   | München            | 01.000     |
| Summe | Summe              | Summe              | 16.950     |

## Umfragen
Die folgende Übersicht umfasst alle Umfragen, die während der Vorsitzsuche unter Anhängern, Mitgliedern und Funktionären der SPD durchgeführt wurden.
| Institut | Befragte           | Zeitraum der Befragung | Fehler- toleranz | Scholz/ Geywitz | Lauterbach/ Scheer | Schwan/ Stegner | Köpping/ Pistorius | Lange/ Ahrens | Kampmann/ Roth | Mattheis/ Hirschel | Esken/ W.-Borjans | Sonstige (≤ 1 %) | Ref.          |
| -------- | ------------------ | ---------------------- | ---------------- | --------------- | ------------------ | --------------- | ------------------ | ------------- | -------------- | ------------------ | ----------------- | ---------------- | ------------- |
| Forsa    | Mitglieder (1.042) | 19.–23.08.19           | k. A.            | 26 %            | 14 %               | 13 %            | 12 %               | 7 %           | 7 %            | –                  | –                 | Details 1        | [ 85 ] [ 86 ] |
| Forsa    | Funktionäre        | 19.–23.08.19           | k. A.            | 22 %            | 13 %               | 13 %            | 15 %               | 11 %          | 10 %           | –                  | –                 | Details 2        | [ 85 ] [ 86 ] |

## Ergebnisse

### Abstimmungsergebnisse
Die erste Abstimmungsrunde erfolgte vom 14. bis zum 25. Oktober 2019 und ergaben die angegebenen Ergebnisse. Die Stichwahl zwischen den beiden Duos Olaf Scholz & Klara Geywitz und Norbert Walter-Borjans & Saskia Esken fand vom 19. November bis zum 29. November 2019 statt.
| Kandidat (Partei)                                                         | 1. Wahlgang (14.–25. Oktober 2019) | 1. Wahlgang (14.–25. Oktober 2019) | Stichwahl (19.–29. November 2019) | Stichwahl (19.–29. November 2019) |
| ------------------------------------------------------------------------- | ---------------------------------- | ---------------------------------- | --------------------------------- | --------------------------------- |
| Saskia Esken & Norbert Walter-Borjans                                     | 44.967                             | 21,04 %                            | 114.995                           | 53,06 %                           |
| Klara Geywitz & Olaf Scholz                                               | 48.473                             | 22,68 %                            | 98.246                            | 45,33 %                           |
| Christina Kampmann & Michael Roth                                         | 34.793                             | 16,28 %                            |                                   |                                   |
| Nina Scheer & Karl Lauterbach                                             | 31.271                             | 14,63 %                            |                                   |                                   |
| Petra Köpping & Boris Pistorius                                           | 31.230                             | 14,61 %                            |                                   |                                   |
| Gesine Schwan & Ralf Stegner                                              | 20.583                             | 9,63 %                             |                                   |                                   |
| Enthaltungen                                                              | 2.376                              | 1,11 %                             | 3.480                             | 1,61 %                            |
| Prozentwerte beziehen sich auf die Anzahl der abgegeben gültigen Stimmen. |                                    |                                    |                                   |                                   |
| Stimmberechtigte Mitglieder                                               | 425.630                            | 100,0 %                            | 425.630                           | 100,0 %                           |
| Abgegebene Stimmen                                                        | 226.775                            | 53,28 %                            | 230.215                           | 54,09 %                           |
| Zulässige Stimmen                                                         | 214.956                            |                                    | 217.175                           |                                   |
| Gültige Stimmen                                                           | 213.693                            |                                    | 216.721                           |                                   |
| Ungültige Stimmen                                                         | 1.263                              |                                    | 454                               |                                   |

### Parteitagsergebnis
Am 6. Dezember 2019 wurde auf dem Berliner SPD-Bundesparteitag das siegreiche Duo der Mitgliederbefragung formell zu Parteivorsitzenden gewählt. Saskia Esken erhielt 75,9 % und Norbert Walter-Borjans 89,2 % der Delegiertenstimmen.